# Renan Demirkan
Renan Demirkan (née le 12 juin 1955 à Ankara) est une écrivain et actrice allemande.

## Biographie
Renan Demirkan arrive avec sa famille à Hanovre en 1962. Elle obtient l'abitur dans un Wirtschaftsgymnasium. Elle étudie le spectacle jusqu'en 1980. Elle a des engagements pendant deux ans à Nuremberg, Dortmund et Cologne.
En 1982, elle a son premier rôle au cinéma. Elle devient connue grâce à son rôle dans Zahn um Zahn, film dérivé de la série Tatort. Depuis, elle joue surtout dans des séries télévisées.
En 1991, elle publie son premier roman, Schwarzer Tee mit drei Stück Zucker. Elle est membre du PEN club d'Allemagne.
Depuis les années 1990, elle est animatrice d'événements d'organisations caritatives comme Amnesty International ou l'Unicef.
En 1999, elle présente le vote de l'Allemagne au Concours Eurovision de la chanson.
Demirkan est candidate pour l'Assemblée fédérale allemande en 2004 pour le SPD en Rhénanie-du-Nord-Westphalie.

## Filmographie
Cinéma
- 1984 : Super
- 1985 : Zahn um Zahn
- 1989 : Er – Sie – Es
- 1992 : Auge um Auge

Télévision
- 1984 : Don Carlos
- 1988 : Die Männer vom K 3 – Familienfehde
- 1988-1989 : Reporter (série)
- 1989: Quarantäne
- 1990 : Für immer jung
- 1992 : La Traque infernale
- 1993 : Der große Bellheim
- 1993 : Das Sahara-Projekt
- 1995 : Inzest – Ein Fall für Sina Teufel
- 1998 : Reise in die Nacht
- 2005 : Unter weißen Segeln – Odyssee der Herzen
- 2007 : Schattenkinder
- 2012 : Mordkommission Istanbul - Rettet Tarlabaşı
- 2015 : Dr. Klein (2e saison)

## Œuvres
- Schwarzer Tee mit drei Stück Zucker. Roman. Klartext, Essen 1991,  (ISBN 3-462-03327-1).
- Die Frau mit Bart. Récit. Kiepenheuer und Witsch, Cologne 1994,  (ISBN 3-462-02357-8).
- Es wird Diamanten regnen vom Himmel. Roman. Kiepenheuer und Witsch, Cologne 1999,  (ISBN 3-462-02832-4).
- Über Liebe, Götter und Rasenmähn. Nouvelles. Allitera-Verl., Munich 2003,  (ISBN 3-8330-8008-6).
- Septembertee. Autobiographie. Kiepenheuer, Berlin 2008,  (ISBN 978-3-378-01098-7).
- Respekt : Heimweh nach Menschlichkeit. Document. Herder, Freiburg, Br. 2011,  (ISBN 978-3-451-30458-3).

## Source de la traduction
- (de) Cet article est partiellement ou en totalité issu de l’article de Wikipédia en allemand intitulé « Renan Demirkan » (voir la liste des auteurs).